# Micropholcommatinae
Micropholcommatinae là một phân họ nhện thuộc bộ Araneae. Phân họ này trước đây được xếp là họ Micropholcommatidae.

## Phân loại
Ban đầu, chúng được xếp trong các họ Micropholcommatidae và Textricellidae, được xem là đồng nghĩa với Symphytognathidae bởi Forster vào năm 1959, tuy nhiên đã được phân tách vào năm 1977. Sau đó, chúng được xếp thành một họ với danh pháp Micropholcommatidae, bởi Platnick & Forster vào năm 1986. Hiện tại, chúng đã được được Schütt xếp đồng nghĩa với Anapidae vào năm 2003 và bởi Lopa et al. vào năm 2011,. Sự thay đổi này đã được World Spider Catalog chấp nhận.

## Mô tả
Các loài trong phân họ này thường có kích thước cực kỳ nhỏ, với chiều dài cơ thể thường từ 0,5 đến 2 mm. Nhiều chi là đặc hữu của New Zealand và Australia, một số chi khác cũng được tìm thấy ở Nam Mỹ. Chúng thường sinh sống trong lớp lá hoặc rêu.

## Các chi
- Eterosonycha Butler, 1932 — Australia
- Micropholcomma Crosby & Bishop, 1927 — Australia
- Olgania Hickman, 1979 — Australia
- Parapua Forster, 1959 — New Zealand
- Pua Forster, 1959 — New Zealand
- Teutoniella Brignoli, 1981 — Brazil, Chile
- Textricella Hickman, 1945 — New Zealand, Australia
- Tricellina Forster & Platnick, 1989 — Chile

## Hình ảnh

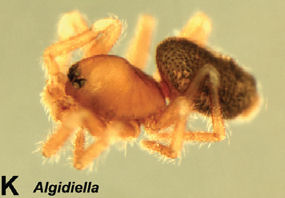
Algidiella aucklandica
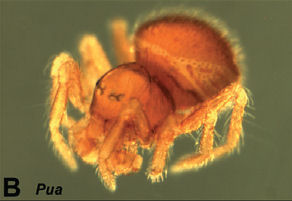
Pua novaezealandiae
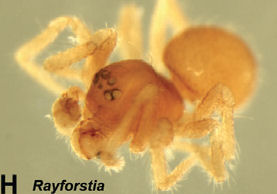
Rayforstia vulgaris
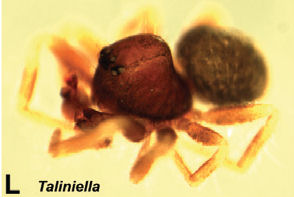
Taliniella nigra